# Fenster V aus dem Kreuzgang des Klosters Steinfeld

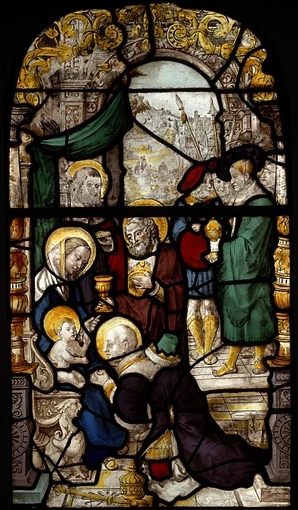
Scheibe Anbetung der Könige aus dem Fenster V im Kreuzgang des Klosters Steinfeld (mittlere Lanzette oben)

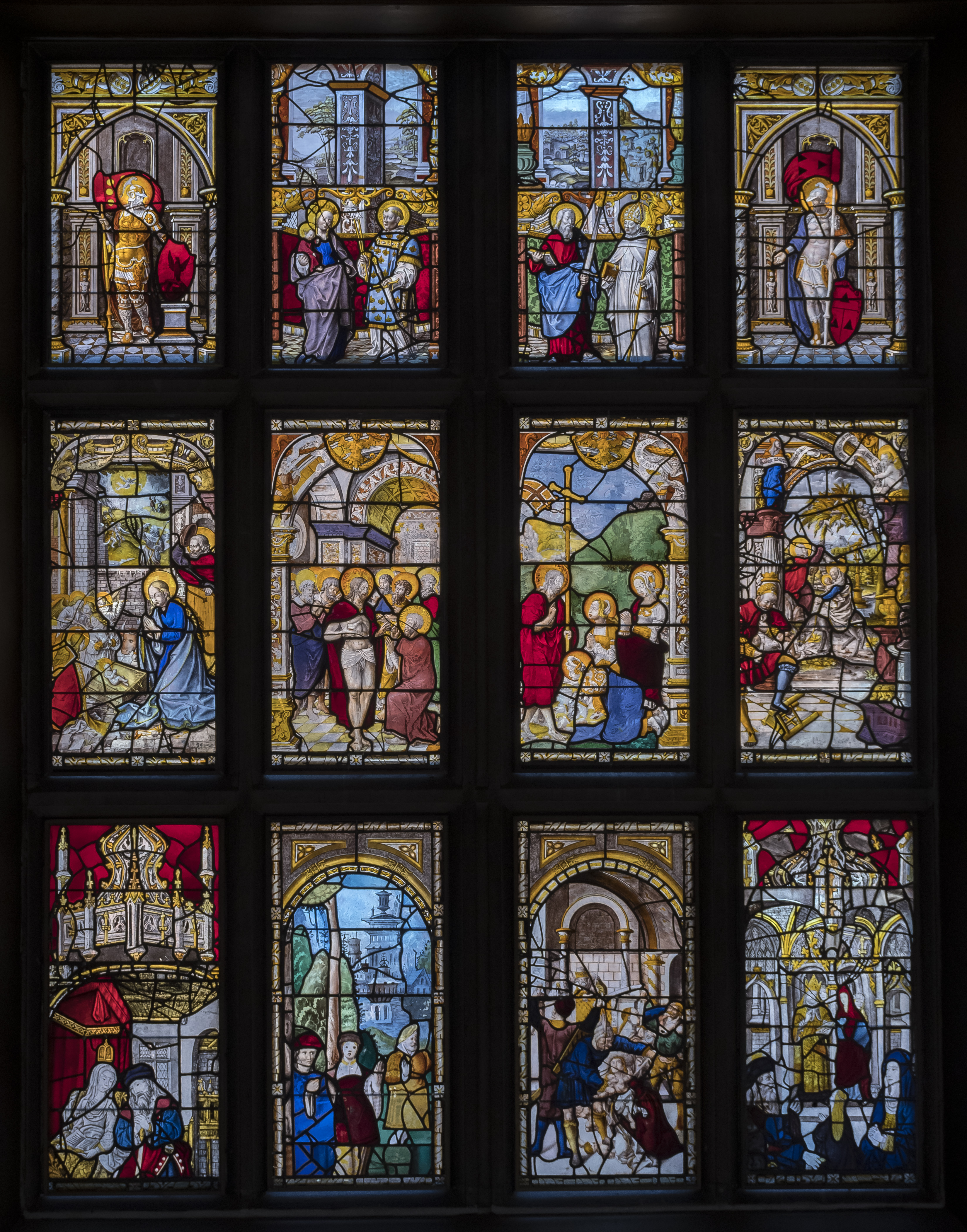
Fenster in der Blickling Hall mit Scheiben von verschiedener Herkunft. Aus dem Kreuzgang des Klosters Steinfeld sind die beiden Scheiben in der Mitte oben (Beschreibung siehe: Linke Lanzette unten und rechte Lanzette unten).

Das Fenster V im Kreuzgang des Klosters Steinfeld wurde 1526 von dem Glasmaler Gerhard Remsich in Köln geschaffen.  
Es bestand aus jeweils drei Scheiben in den drei Lanzetten und sechs Scheiben im Maßwerk. Sechs der erhaltenen Scheiben befinden sich seit 1928 im Victoria and Albert Museum in London und zwei in der Blickling Hall im Dorf Blickling im englischen County Norfolk.

## Linke Lanzette
Die untere Scheibe, heute in der Blickling Hall, zeigt Maria (links) mit dem Jesuskind und den heiligen Potentinus (rechts), die einander zugewandt vor einem roten Brokatvorhang stehen. Der heilige Potentinus, einer der Patrone der Klosterkirche Steinfeld, trägt eine mit Lilien verzierte Dalmatik, ein Schwert in seiner linken Hand und in seiner rechten zwei Pfeile. Maria ist mit einem blauen Mantel bekleidet und trägt eine Krone auf ihrem Haupt.    
Die beiden oberen Scheiben, heute im Victoria and Albert Museum (Inventar-Nr. C.222-1928), stellen den Traum der Heiligen Drei Könige dar (Mt 2,12 ). Im Schlaf erscheint ihnen ein Engel, der ihnen rät, einen anderen Heimweg zu wählen, was sie auch befolgen. Im Hintergrund ist ihre Abreise bei König Herodes zu sehen.   

## Mittlere Lanzette
Die untere Scheibe ist verloren gegangen. Die beiden oberen Scheiben, heute im Victoria and Albert Museum (Inventar-Nr. C.312-1928), stellen die Anbetung der Heiligen Drei Könige dar (Mt 2,9-11 , siehe Foto rechts oben). Maria sitzt mit dem Kind neben ihr am linken Bildrand. Vor ihr kniet der älteste der drei Könige, Melchior, um das Christuskind anzubeten. Sein Szepter und sein Geschenk hat er neben sich auf den Boden gelegt. Hinter ihm stehen Maria und dem Kind zugewandt ein weiterer König mit Bart, Balthasar oder Kaspar. Neben diesem steht bescheiden im Hintergrund Josef. Auf der rechten Bildseite steht der jüngste König, Balthasar oder Kaspar, mit seinem Geschenk in Begleitung seines Gefolges. Die Heiligen Drei Könige stellen drei verschiedene Lebensalter dar. Die Szene spielt in einer prachtvollen Renaissancearchitektur.      

## Rechte Lanzette
Die untere Scheibe, heute in der Blickling Hall, stellt den heiligen Norbert (rechts) und den Apostel Paulus (links) dar. Die zwei Heiligen stehen vor einem Brokatvorhang in einer Renaissancearchitektur. Der Apostel Paulus hält ein Buch in der rechten Hand und ein Schwert in der linken. Der heilige Norbert, der Ordensgründer der Prämonstratenser, ist im Ordgensgewand mit Buch, Mitra und Bischofsstab dargestellt. Im oberen Teil blickt man zwischen zwei Pfeilern in eine weite Landschaft, in der rechts das Martyrium des heiligen Norbert gezeigt wird. 
Die beiden oberen Scheiben, heute im Victoria and Albert Museum (Inventar-Nr. C.261-1928), stellen die Ankunft der Heiligen Drei König bei Herodes dar (Mt 2,7 ). Auf der linken Seite steht Herodes mit seinem Gefolge und begrüßt die rechts davon stehenden drei Könige. Die Scheiben wurden bereits im 19. Jahrhundert stark restauriert und ergänzt. Die Köpfe der Könige gehen wohl auf die gleiche Vorlage wie bei den Köpfen der Könige in der mittleren Lanzette zurück. 

## Maßwerk
Die sechs Scheiben im Maßwerk sind nicht mehr vorhanden.